# مانفريد وينكيلهوك
مانفريد وينكيلهوك (بالألمانية: Manfred Winkelhock) مواليد 6 أكتوبر 1951 في فايبلينغن، ألمانيا، كان سائق فورملا 1 ألماني سابق كان قد بدأ مسيرته الاحترافية سنة 1980. كان أول سباق له هو جائزة إيطاليا الكبرى 1980. خاض خلال مسيرته 56 سباقاً.

## سباقات شارك فيها
- لو مان 24 ساعة
- بطولة العالم للسيارات الرياضية

## روابط خارجية
- مانفريد وينكيلهوك على موقع Racing-Reference.info (الإنجليزية)
- مانفريد وينكيلهوك على موقع DriverDB.com (الإنجليزية)